# Totò contre les quatre

Totò contre les quatre (Totò contro i quattro) est un film italien réalisé par Steno et sorti en 1963.

## Synopsis
Le commissaire Antonio Seracino se fait voler la voiture pendant la nuit. Il a besoin de trouver le coupable, mais ne peut arrêter ses enquêtes en cours. Les accusés sont Peppino De Filippo, Aldo Fabrizi, Nino Taranto et Erminio Macario.   Antonio, tout en enquêtant sur les quatre affaires, parvient finalement en se deguisant en femme à capturer les voleurs dans le quartier de Villa Borghese .

## Fiche technique
- Titre français : Totò contre les quatre[3]
- Titre original : Totò contro i quattro
- Réalisation : Steno
- Sujet : Bruno Corbucci, Giovanni Grimaldi
- Mise en scène : Bruno Corbucci, Giovanni Grimaldi
- Producteur : Gianni Buffardi
- Maison de production : Titanus
- Photographie :	Clemente Santoni
- Montage : Giuliana Attenni
- Musique : Gianni Ferrio
- Pays de production : Italie
- Genre: comédie
- Décors : Giorgio Giovannini
- Date de sortie : 1963

## Distribution
- Totò : Antonio Saracino
- Peppino De Filippo : Cav. Alfredo Fiore
- Aldo Fabrizi : Don Amilcare
- Nino Taranto : Giuseppe Mastrillo
- Erminio Macario : Colonel La Matta
- Ugo D'Alessio :  Di Sabato
- Carlo Delle Piane : Pecorino
- Mario Castellani : Comm. Filippo Lancetti
- Pietro Carloni  : belle sœur de Lancetti
- Rossella Como : épouse de Lancetti
- Dany París : Jacqueline
- Ivy Holzer : Miss Durant
- Moira Orfei : Miss Fiore
- Nino Terzo : Agent Pappalardo
- Gregorio Wu Pak Chiu  : le chinois
- Mariano Laurenti  : chauffeur de la Fiat 600